# Avenue Leclerc
L'avenue Leclerc est une voie du quartier de Gerland dans le 7e arrondissement de Lyon, en France.

## Situation, structure et accès
L'avenue Leclerc est un des quais du Rhône coté rive gauche. Il commence après l'avenue Berthelot à partir du pont Gallieni, il est le prolongement du quai Claude Bernard. Elle se termine au pont Pasteur et se prolonge par l'avenue Tony Garnier.

## Odonymie
Cette rue porte le nom d'Alexandre Leclerc, vétérinaire. Il est né à Nogent-sur-Seine, le 18 avril 1851. Elève de l'école d'Alfort, il est d'abord médecin militaire puis entre dans l'administration municipale de Lyon. Il organise alors le service d'inspection de la boucherie. Il crée l'Institut vaccinagène de Lyon et agit pour la réforme de l'organisation des abattoirs français. Il mourut en 1908.

## Histoire
Le nom a été attribué le 28 mars 1912. La partie comprise entre la place Antonin-Perrin et le stade de Gerland devient avenue Tony-Garnier en 1948.

## Bâtiments remarquables
Le général Delestraint a habité au 4 de l'avenue, de novembre 1942 à son arrestation par la Gestapo en juin 1943. Il était venu à Lyon pour diriger l’armée secrète.
Au 12-13-14 de l'avenue se trouve un bâtiment de Georges Curtelin. Au 13, le physicien Pierre Weiss s'établit un an avant son décès.
Au 14bis, le Mouvement National Anti-Terroriste regroupe les miliciens qui ont assassiné le Docteur Long et Antonin Jutard. Ils sont intégrés à la Gestapo au printemps 1944. Francis André, chef de cette milice est condamné à mort à la Libération.
Le long de l'avenue se trouve le quartier Général-Frère. L'armée occupe une grande partie de cette grande aire, c'est le siège de la région terre sud est avec le génie, la légion étrangère, le service d'infrastructure, le centre d'information et de sélection de la région. Au sein de quartier général Frère, on peut visiter le musée d'histoire militaire de Lyon et sa région.
L'atelier René Gagès, qui est à l'origine du centre d'échange de Perrache et de l'immeuble Le Clip à Lyon, réalise le siège de TNT/FedEx en 1979 au 58 de l'avenue. Il a été rénové en 2004.
L'usine UMDP était installée au 60. Cette usine s'occupait de 75% des vidanges des fosses septiques lyonnaises. Elles arrivaient rue Sébastien Gryphe par une canalisation enterrée sous pression et un autre tuyau renvoyait les excréments en périphérie de la ville où elles étaient utilisées pour l'agriculture jusque dans les années 1930. Aujourd'hui, cette canalisation est encore utilisée par le gazier Engie pour desservie l'Est lyonnais.
Au 64, on peut voir la plaque de Jean de Verrazane ou Giovanni da Verrazzano qui est financé par son cousin Thomas Gadagne et missionné par François 1er. Il s'embarque sur le bateau La Dauphine et explore la côte Est des États-Unis.

## Galerie

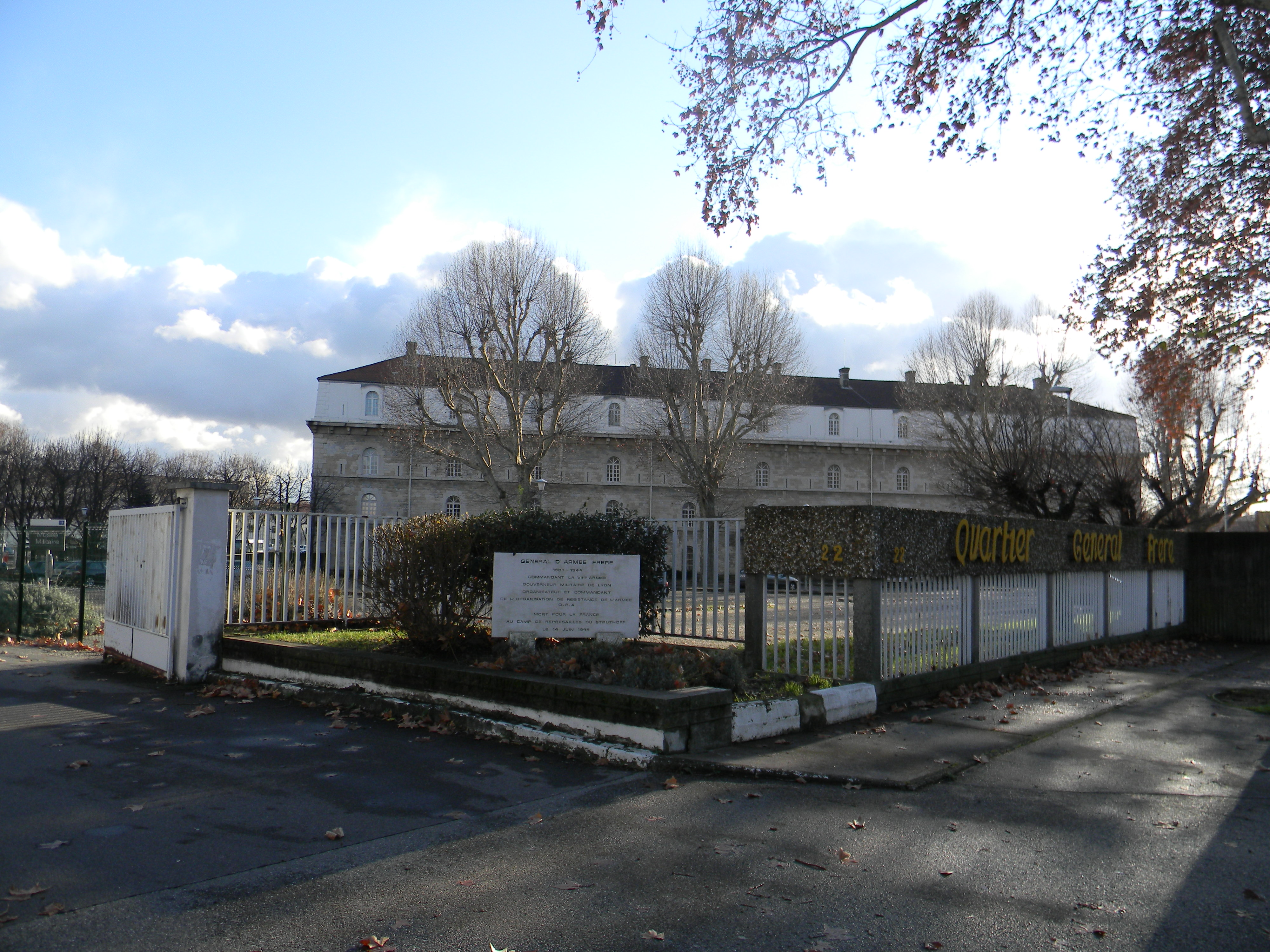
Entrée du Quartier Général-Frère
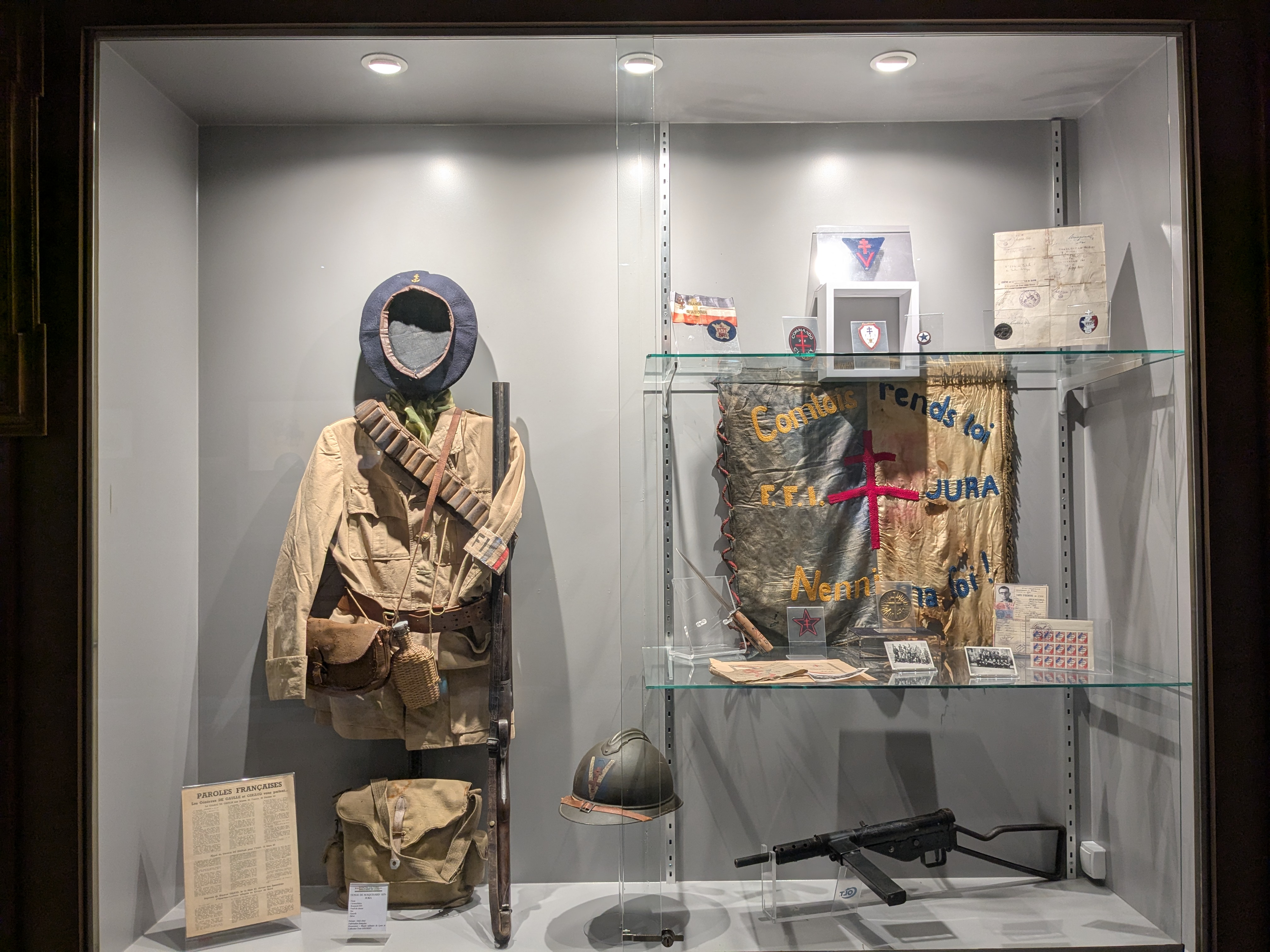
Vitrine du musée d'histoire militaire de Lyon
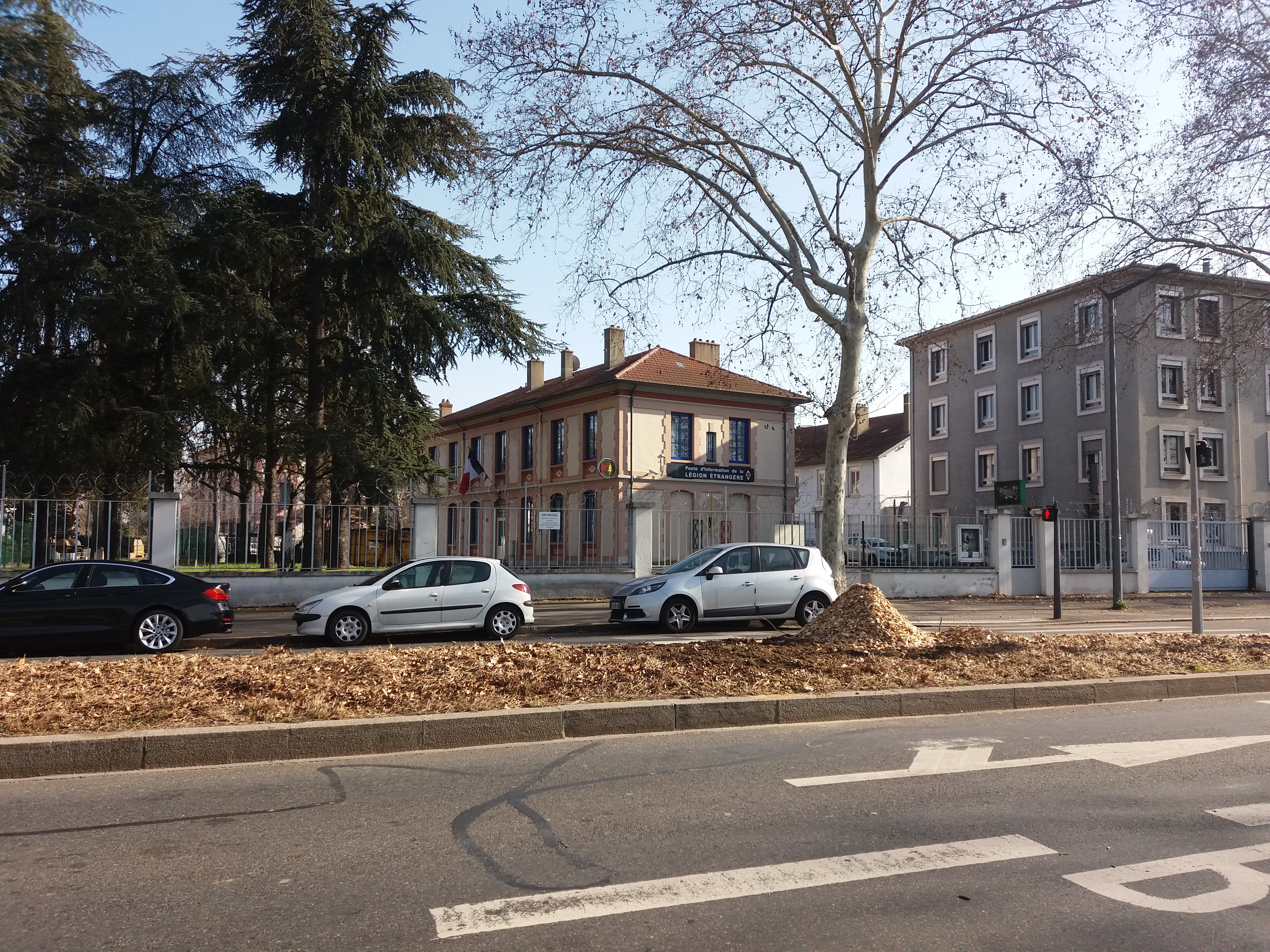
Poste d'information de la Légion étrangère